# Мейн (тауншип, Миннесота)
Мейн (англ. Maine) — тауншип в округе Оттер-Тейл, Миннесота, США. На 2000 год его население составило 686 человек.

## География
По данным Бюро переписи населения США площадь тауншипа составляет 93,1 км², из которых 78,0 км² занимает суша, а 15,1 км² — вода (16,24 %).

## Демография
По данным переписи населения 2000 года здесь находились 686 человек, 285 домохозяйств и 210 семей.  Плотность населения —  8,8 чел./км².  На территории тауншипа расположено 556 построек со средней плотностью 7,1 построек на один квадратный километр. Расовый состав населения: 97,52 % белых, 0,29 % афроамериканцев, 0,44 % коренных американцев, 1,60 % азиатов и 0,15 % приходится на две или более других рас. Испанцы или латиноамериканцы любой расы составляли 0,87 % от популяции тауншипа.
Из 285 домохозяйств в 26,0 % воспитывались дети до 18 лет, в 66,7 % проживали супружеские пары, в 3,9 % проживали незамужние женщины и в 26,3 % домохозяйств проживали несемейные люди. 22,1 % домохозяйств состояли из одного человека, при том 10,9 % из — одиноких пожилых людей старше 65 лет. Средний размер домохозяйства — 2,41, а семьи — 2,81 человека.
22,3 % населения — младше 18 лет, 5,5 % — в возрасте от 18 до 24 лет, 20,4 % — от 25 до 44, 32,5 % — от 45 до 64, и 19,2 % — старше 65 лет. Средний возраст — 46 лет. На каждые 100 женщин приходилось 109,8 мужчин.  На каждые 100 женщин старше 18 приходилось 105,8 мужчин.
Средний годовой доход домохозяйства составлял 36 875 долларов, а средний годовой доход семьи —  47 321 доллар. Средний доход мужчин —  32 188  долларов, в то время как у женщин — 19 375. Доход на душу населения составил 18 744 доллара. За чертой бедности находились 5,1 % семей и 7,7 % всего населения тауншипа, из которых 3,6 % младше 18 и 12,1 % старше 65 лет.